# Udział państw w Konkursie Piosenki Eurowizji Junior
     Państwa, które brały udział
     Państwa, które nie brały udziału, ale mają taką możliwość
     Państwa, które planowały udział, ale wycofały się tuż przed finałem

Państwa, które brały udział
Państwa, które nie brały udziału, ale mają taką możliwość
Państwa, które planowały udział, ale wycofały się tuż przed finałem

Mapa pokazująca liczbę zwycięstw w poszczególnych krajach w Konkursie Piosenki Eurowizji Junior

Od 2003 w Konkursie Piosenki Eurowizji Junior wzięło udział łącznie czterdziestu jeden krajowych nadawców telewizyjno-radiowych zrzeszonych w Europejskiej Unii Nadawców (EBU).
Możliwość udziału w Konkursie Piosenki Eurowizji Junior ma każdy nadawca publiczny, który jest aktywnym członkiem Europejskiej Unii Nadawców (EBU). Za aktywnego członka organizacji uznaje się krajowego nadawcę, który lub znajduje się w państwie należącym do Rady Europy bądź położonym na terenie Europejskiej Strefy Nadawców, której terytorium ustalane jest przez Międzynarodowy Związek Telekomunikacyjny:

„Europejska Strefa Nadawców” rozgraniczona jest na zachodzie od zachodniej granicy Regionu 1 i na wschodzie przez południk 40° na wschód od Greenwich oraz na południu przez równik 30°, obejmując północną część Arabii Saudyjskiej i tę część krajów, które sąsiadują z basenem Morza Śródziemnego. Dodatkowo, do Europejskiej Strefy Nadawców zaliczają się także: Armenia, Azerbejdżan, Gruzja oraz te części terytorium Iraku, Jordanii, Syrii, Turcja i Ukrainy, które leżą poza wyżej wymienionymi granicami.

Tym samym aktywne uczestnictwo w Konkursie Piosenki Eurowizji Junior nie jest zależne od geograficznego położenia kraju, na co wskazywałby przedrostek „euro-” w nazwie. W widowisku brało lub bierze udział także kilka państw spoza granic Europy: Izrael, Armenia i Cypr (Azja Zachodnia), Australia (Australia), a także kraje transkontynentalne, których tylko część powierzchni należy do Europy: Rosja, Gruzja, Azerbejdżan.
Liczba krajów biorących udział w konkursie z roku na roku wzrastała. W pierwszym konkursie w 2003 uczestniczyło jedynie szesnaście państw, zaś w 2018 – maksymalna liczba dwudziestu uczestników. Spadek liczby krajów uczestniczących odnotowano w 2020 roku, gdyż wiele państw wycofało się z udziału ze względu na trwającą pandemię wirusa SARS-CoV-2.
Holandia jest jedynym krajem, który brał udział w każdej edycji począwszy od 2003 roku, podczas gdy Szwajcaria brała udział tylko raz, w 2004 roku. Trzy kraje – Słowacja, Monako oraz Bośnia i Hercegowina – ogłosiły zainteresowanie udziałem w konkursie, ale finalnie wycofały się ze swoich decyzji.

## Uczestnicy
Poniższa tabela uwzględnia wszystkie kraje, które kiedykolwiek wzięły czynny udział w Konkursie Piosenki Eurowizji Junior i wysłały swojego reprezentanta. 
    Państwa niebiorące czynnego udziału w konkursie (stan na 2025).
    Państwa nieistniejące.
    Państwa których nadawcy nie są już członkami EBU i nie kwalifikują się do udziału.
| L.p | Kraj                | Rok debiutu | Ostatni udział | Liczba udziałów | Liczba zwycięstw | Stacja telewizyjna                               |
| --- | ------------------- | ----------- | -------------- | --------------- | ---------------- | ------------------------------------------------ |
| 1   | Albania             | 2012        | 2024           | 10              | 0                | RTSH                                             |
| 2   | Armenia             | 2007        | 2024           | 17              | 2                | AMPTV                                            |
| 3   | Australia           | 2015        | 2019           | 5               | 0                | SBS (2015–2016) ABC (2017–2019)                  |
| 4   | Azerbejdżan         | 2012        | 2021           | 4               | 0                | İTV                                              |
| 5   | Białoruś            | 2003        | 2020           | 18              | 2                | BTRC (2003–2020)                                 |
| 6   | Belgia              | 2003        | 2012           | 10              | 0                | VRT (niderlandzki) RTBF (francuski)              |
| 7   | Bułgaria            | 2007        | 2021           | 8               | 0                | BNT                                              |
| 8   | Chorwacja           | 2003        | 2014           | 5               | 1                | HRT                                              |
| 9   | Cypr                | 2003        | 2024           | 10              | 0                | CyBC                                             |
| 10  | Czarnogóra          | 2014        | 2015           | 2               | 0                | RTCG                                             |
| 11  | Dania               | 2003        | 2005           | 3               | 0                | DR                                               |
| 12  | Estonia             | 2023        | 2024           | 2               | 0                | ERR                                              |
| 13  | Francja             | 2004        | 2024           | 8               | 3                | France Télévisions                               |
| 14  | Grecja              | 2003        | 2008           | 6               | 0                | ERT                                              |
| 15  | Gruzja              | 2007        | 2024           | 18              | 4                | GPB                                              |
| 16  | Hiszpania           | 2003        | 2024           | 10              | 1                | TVE                                              |
| 17  | Holandia            | 2003        | 2024           | 22              | 1                | AVROTROS (od 2014) AVRO (2003–2013)              |
| 18  | Irlandia            | 2015        | 2024           | 9               | 0                | TG4                                              |
| 19  | Izrael              | 2012        | 2018           | 3               | 0                | IBA (2012, 2016) KAN (2018)                      |
| 20  | Kazachstan          | 2018        | 2022           | 5               | 0                | Khabar                                           |
| 21  | Litwa               | 2007        | 2011           | 4               | 0                | LRT                                              |
| 22  | Łotwa               | 2003        | 2011           | 5               | 0                | LTV                                              |
| 23  | Macedonia Północna  | 2003        | 2024           | 19              | 0                | MKRTV                                            |
| 24  | Malta               | 2003        | 2024           | 20              | 2                | PBS                                              |
| 25  | Mołdawia            | 2010        | 2013           | 4               | 0                | TRM                                              |
| 26  | Niemcy              | 2020        | 2024           | 4               | 0                | NDR, Kika                                        |
| 27  | Norwegia            | 2003        | 2005           | 3               | 0                | NRK                                              |
| 28  | Polska              | 2003        | 2024           | 11              | 2                | TVP                                              |
| 29  | Portugalia          | 2006        | 2024           | 9               | 0                | RTP                                              |
| 30  | Rosja               | 2005        | 2021           | 17              | 2                | RTR (2005–2021)                                  |
| 31  | Rumunia             | 2003        | 2009           | 7               | 0                | TVR                                              |
| 32  | San Marino          | 2013        | 2024           | 4               | 0                | SMRTV                                            |
| 33  | Serbia              | 2006        | 2022           | 14              | 0                | RTS                                              |
| 34  | Serbia i Czarnogóra | 2005        | 2005           | 1               | 0                | UJRT                                             |
| 35  | Słowenia            | 2014        | 2015           | 2               | 0                | RTV SLO                                          |
| 36  | Szwajcaria          | 2004        | 2004           | 1               | 0                | SRG SSR                                          |
| 37  | Szwecja             | 2003        | 2014           | 11              | 0                | SVT (2003–2005, 2010–2014) TV4 (2006–2007, 2009) |
| 38  | Ukraina             | 2006        | 2024           | 19              | 1                | Suspilne                                         |
| 39  | Wielka Brytania     | 2003        | 2023           | 5               | 0                | ITV (2003–2005) BBC (od 2022)                    |
| 40  | Walia               | 2018        | 2019           | 2               | 0                | S4C                                              |
| 41  | Włochy              | 2014        | 2024           | 10              | 1                | RAI                                              |

### Pozostali członkowie EBU
Poniższa lista zawiera kraje które kwalifikują się do debiutu w konkursie, ale nigdy tego nie zrobiły.

- Algieria – ENTV, ENRS, TDA
- Andora – RTVA
- Austria – ORF
- Bośnia i Hercegowina – BHRT
- Czechy – ČT
- Egipt – NTU
- Finlandia – Yle
- Islandia – RÚV
- Jordania – JRTV
- Liban – TL
- Libia – LNC
- Luksemburg – RTL
- Maroko – SNRT
- Monako – TVM
- Słowacja – RTVS
- Szkocja – BBC Alba
- Tunezja – ERTT
- Turcja – TRT
- Watykan – RV
- Węgry – MTVA

## Pozostałe kraje
Od początków trwania konkursu było kilka nieudanych prób udziału w Konkursie Piosenki Eurowizji Junior. Aby nadawcy mogli wziąć udział w wydarzeniu, muszą być aktywnymi członkami EBU i zgłosić chęć udziału w terminie określonym w regulamine konkursu na dany rok. 

### Bośnia i Hercegowina
Bośnia i Hercegowina była jednym z dziewiętnastu krajów które ubiegały się o udział w 5. Konkursie Piosenki Eurowizji Junior (2007). Ze względu na maksymalną liczbę osiemnastu krajów, które wtedy mogły uczestniczyć, Gruzja, która była zainteresowana udziałem, nie mogła brać udziału w konkursie pomimo złożenia kandydatury. 21 czerwca 2007 roku ogłoszono, że Bośnia wycofuje się z konkursu umożliwiając tym samym przystąpienie Gruzji do udziału w wydarzeniu. W 2008 roku ponownie Bośnia i Hercegowina poinformowała o chęci debiutu w tym razem 6. Konkurs Piosenki Eurowizji Junior wraz z Azerbejdżanem oraz Izraelem. Później jednak wszystkie trzy kraje (w tym Bośnia i Hercegowina) zrezygnowały z debiutu, zanim konkurs się odbył, jednak nadawca Bosanskohercegovačka radiotelevizija (BHRT) transmitował konkurs na żywo.

### Monako
Główny nadawca telewizyjny z Monako Télé Monte Carlo (TMC), wykazał zainteresowanie udziałem w 3. Konkursie Piosenki Eurowizji Junior (2005). Jednak plany te nie doszły do skutku z powodu problemów z harmonogramem stacji oraz przepisów dotyczących obywatelstwa. Ponownie kraj był zainteresowany udziałem w 4. Konkursie Piosenki Eurowizji Junior (2006). Ostatecznie kraj nie zadebiutował w konkursie. 

### Słowacja
21 listopada 2002 roku Słowacja reprezentowana przed nadawcę STV została wylosowana jako jeden z krajów uczestniczących w inauguracyjnym 1. Konkursie Piosenki Eurowizji Junior. Finalnie Słowacja wycofała się z debiutu.
7 czerwca 2019 roku, rzeczniczka prasowa słowackiego nadawcy Rozhlas a televízia Slovenska (RTVS) Erika Rusnáková poinoformowała, że telewizja ocenia i nadzoruje możliwość zadebiutowania w konkursie w 2019. 10 czerwca 2019 RTVS potwierdziło, że nie zadebiutują.

## Transmisja w krajach nieuczestniczących
| Kraj                 | Nadawca                                     | Rok        | Źr.           |
| -------------------- | ------------------------------------------- | ---------- | ------------- |
| Andora               | Ràdio i Televisió d’Andorra (RTVA)          | 2006       | [ 28 ]        |
| Argentyna            | Radio WU                                    | 2014       | [ 29 ]        |
| Bośnia i Hercegowina | Bosanskohercegovačka radiotelevizija (BHRT) | 2004       | [ 30 ]        |
| Bośnia i Hercegowina | Bosanskohercegovačka radiotelevizija (BHRT) | 2006–2011  | [ 31 ]        |
| Finlandia            | Yleisradio Oy (Yle)                         | 2003       | [ 32 ]        |
| Islandia             | Ríkisútvarpið (RÚV)                         | 2003, 2021 | [ 33 ] [ 34 ] |
| Kosowo               | Radio Televizioni i Kosovës (RTK)           | 2003, 2013 | [ 35 ] [ 36 ] |
| Luksemburg           | Radio Télévision Luxembourg (RTL)           | 2024       | [ 37 ]        |
| Nowa Zelandia        | World FM                                    | 2014–2016  | [ 38 ] [ 39 ] |
| Singapur             | Music Radio                                 | 2014–2016  | [ 40 ] [ 38 ] |
| Stany Zjednoczone    | KCGW-LP                                     | 2014, 2016 | [ 40 ]        |
| Stany Zjednoczone    | KLZY                                        | 2016       | [ 40 ]        |
| Stany Zjednoczone    | KMJY                                        | 2016       | [ 40 ]        |
| Stany Zjednoczone    | WCGD                                        | 2016       | [ 40 ]        |
| Stany Zjednoczone    | WUSB                                        | 2015       | [ 41 ]        |
| Stany Zjednoczone    | WXDR-LP                                     | 2014       | [ 41 ]        |